# 하비에르 카예하
하비에르 카예하 레비야(스페인어: Javier Calleja Revilla, 1978년 5월 12일, 마드리드 주 알칼라데에나레스 ~)는 스페인의 전직 축구 선수로, 현역 시절 좌측 미드필더로 활약했으며, 현재 감독이다.
그는 10년 넘게 라 리가에서 192번의 경기에 출전했는데, 주로 비야레알(6년)과 오사수나(3년)에서 활약했다. 그는 말라가 소속으로도 1부 리그 출전 기록이 있으며, 16년 동안 프로 현역 선수로 활동했다.
카예하는 이후 비야레알을 지휘했는데, 2017년에 처음으로 1군 사령탑에 취임했다.

## 선수 경력
레알 마드리드 유소년부를 성공적으로 졸업하지 못했던 그는 하부 리그의 알메리아에서 프로 무대 신고식을 치렀고, 알칼라 데 에나레스 출신인 카예하는 비야레알에 입단했지만, 처음에는 위성 구단인 온다에서 몇 달 활동했다. 그는 세군다 디비시온의 1군 첫 경기에 출전하여 1999-2000 시즌에 9번 출전하여 1-3으로 패한 오사수나와의 경기에서 1골을 넣어 소속 구단의 라 리가 복귀에 일조했다.
카예하는 노란 잠수함 군단에서 1부 리그의 처음 3년 동안 주축 선수였고, 2001-02 시즌에는 35번의 경기에 출전해 4골을 기록했다. 2003년 4월 5일, 그는 2-0으로 이긴 바르셀로나와의 안방 경기에서 막판 교체로 출전해 페널티 킥 결승골을 기록해 몇 시간 전에 사별한 모친에 골을 헌정했다. 그러나, 산티 카솔라의 비상과 두 차례 연속 무릎 중상을 당하면서 이어지는 3년 동안 단 25번의 경기에 출전하는데 그쳤다.
2006-07 시즌을 앞두고, 카예하는 비야레알을 떠나 말라가로 이적했다. 그는 안달루시아 연고 구단 소속으로 즉시 주전을 꿰찼고, 2년차에 38번의 경기에 출전해 2년의 공백 끝에 소속 구단의 1부 리그 복귀에 일조했다.
동료 아드리아노 로사토의 중상으로, 카예하는 2008-09 시즌 대부분을 좌측 수비수로 활약했다. 2009년 6월 12일, 말라가와의 계약이 만료되면서, 그는 오사수나와 2+1년 계약을 맺었다.

## 감독 경력
2012년 9월, 34세의 카예하는 은퇴를 선언하고 즉시 친정 비야레알로 복귀해 즉시 유소년부 감독으로 취임했다. 2017년 5월 9일, 그는 파코 로페스의 후임으로 2군 감독이 되었다.
카예하는 2017년 9월 25일에 프란 에스크리바 감독의 해임으로 1군 감독으로 취임했다. 그는 1년차에 소속 구단을 리그 5위로 이끌었고, 유로파리그 조별 리그 진출권을 손에 넣었다. 2018년 5월 20일, 그는 계약을 다시 연장했다.
2018년 12월 10일, 소속 구단이 앞서 9경기 동안 1승만을 거두고 강등권과 3점차 위로 뒤처지면서 카예하 감독은 해임되었다. 그러나, 2019년 1월 29일, 그는 루이스 가르시아 감독의 해임으로 다시 비야레알 감독으로 복귀했다. 2020년 7월, 그는 5위로 소속 구단의 유럽대항전 진출을 이룩하고 구단을 떠났다.
2021년 4월 5일, 카예하는 최하위의 알라베스 감독으로 단기간 계약했다. 잔류의 목표를 달성한 그는 그 다음 달에 2년 계약의 보상을 받았다. 그는 해를 넘기고 바스크 연고 구단을 떠났는데, 알라베스는 막판 15번의 경기에서 단 1점을 획득하는데 그쳐 강등권으로 뒤처졌고, 코파 델 레이에서는 3부 리그 리나레스 데포르티보에 패해 탈락해 구단을 떠났다.

## 사생활
카예하의 10살 넘게 아래인 페르난도도 축구 선수이지만 그는 3부 리그 이상의 무대 출전 경험이 없다.

## 감독 통계
2021년 12월 21일 기준
| 구단       | 국적      | 취임            | 해임             | 기록 | 기록 | 기록 | 기록 | 기록 | 기록 | 기록 | 기록  | 주     |
| 구단       | 국적      | 취임            | 해임             | 전   | 승   | 무   | 패   | 득   | 실   | 차   | 율 %  | 주     |
| ---------- | --------- | --------------- | ---------------- | ---- | ---- | ---- | ---- | ---- | ---- | ---- | ----- | ------ |
| 비야레알 B | 스페인    | 2017년 5월 26일 | 2017년 9월 25일  | 6    | 4    | 2    | 0    | 7    | 2    | +5   | 66.67 | [ 23 ] |
| 비야레알   | 스페인    | 2017년 9월 25일 | 2018년 12월 10일 | 65   | 25   | 18   | 22   | 100  | 80   | +20  | 38.46 | [ 24 ] |
| 비야레알   | 스페인    | 2019년 1월 29일 | 2020년 7월 19일  | 66   | 32   | 12   | 22   | 113  | 85   | +28  | 48.48 | [ 25 ] |
| 알라베스   | 스페인    | 2021년 4월 5일  | 2021년 12월 28일 | 29   | 9    | 6    | 14   | 31   | 41   | −10  | 31.03 | [ 26 ] |
| 경력 합계  | 경력 합계 | 경력 합계       | 경력 합계        | 166  | 70   | 38   | 58   | 251  | 208  | +43  | 42.17 | —      |

## 수상

### 선수
비야레알
- 인터토토컵: 2003, 2004